# Scorpaena ascensionis
Scorpaena ascensionis és una espècie de peix pertanyent a la família dels escorpènids. Fa 3,8 cm de llargària màxima.
És un peix marí, demersal i de clima tropical que viu entre 16-27 m de fondària, que es troba a l'illa de l'Ascensió a l'Atlàntic sud-oriental.
És inofensiu per als humans.